# 1903 na televisão

## Nascimentos
| Data           | Nome              | Profissão                | Nacionalidade  | Observações | Ref   |
| -------------- | ----------------- | ------------------------ | -------------- | ----------- | ----- |
| 7 de janeiro   | Alan Napier       | ator                     | Reino Unido    | m. 1988     | [ 1 ] |
| 3 de maio      | Bing Crosby       | ator, cantor. locutor... | Estados Unidos | m. 1977     | [ 2 ] |
| 25 de junho    | Anne Revere       | atriz                    | Estados Unidos | m. 1990     | [ 3 ] |
| 13 de setembro | Claudette Colbert | atriz                    | França         | m. 1996     | [ 4 ] |
| 22 de outubro  | Curly Howard      | ator e comediante        | Estados Unidos | m. 1952     | [ 5 ] |
| 28 de dezembro | Earl Hines        | músico                   | Estados Unidos | m. 1983     | [ 6 ] |

## Mortes
| Data | Nome | Profissão | Nacionalidade | Observações | Ref |
| ---- | ---- | --------- | ------------- | ----------- | --- |